# Émilie Fer
Émilie Fer (Bourg-Saint-Maurice, 17 februari 1983) is een Franse kanovaarster. Ze nam tweemaal deel aan de Olympische Spelen en won hierbij in totaal één medaille. 

## Biografie
Émilie Fer heeft het kanovaren van geen vreemde. Haar moeder Gaelle Madrange deed ook aan deze sport en werd Frans kampioene in deze discipline. Op 12-jarige leeftijd begon Fer met deze sport. In 2006 boekte ze haar grootste succes met het behalen van een gouden medaille als team bij de wereldkampioenschappen in Praag. Individueel kon ze lange tijd geen plaats bij de beste drie afdwingen. In 2009 lukte het uiteindelijk toch met het winnen van een zilveren medaille achter Elena Kaliská bij de Europese kampioenschappen. In 2012 werd ze tweede bij een wereldbekerwedstrijd in La Seu d'Urgell.
In 2008 maakte ze op 25-jarig leeftijd haar olympisch debuut bij de Olympische Zomerspelen 2008 in Peking en eindigde hiermee op een zevende plaats. Vier jaar later ging het bij de Olympische Zomerspelen 2012 in Londen beter af. Met een tiende plaats in de kwalificatieronde, een derde plaats in de halve finale legde ze de finale foutloos af. Ze won met 105,9 seconden een gouden medaille en eindigde hiermee voor de Australische Jessica Fox en Spaanse Maialen Chourraut.
Ze is aangesloten bij SPCOC La Colle sur Loup.

## Palmares

### OS
- 2008: 7e Peking - K1
- 2012:  Londen - K1

### WK
- 2006:  Praag - K1 team

### EK
- 2009:  Nottingham - K1
- 2012:  Augsburg - K1 team

1972: Angelika Bahmann ·
1992: Elisabeth Micheler ·
1996: Štěpánka Hilgertová ·
2000: Štěpánka Hilgertová ·
2004: Elena Kaliská ·
2008: Elena Kaliská ·
2012: Émilie Fer ·
2016: Maialen Chourraut ·
2020: Ricarda Funk ·
2024: Jessica Fox